# Semmelweis-Universität
Die Semmelweis-Universität  (ungarisch Semmelweis Egyetem; lateinisch Universitas Budapestiensis de Semmelweis Nominata) ist eine forschungsorientierte medizinische Universität in Budapest, Ungarn, die 1769 gegründet wurde. Mit sechs Fakultäten und Doktorandenschulen deckt sie alle Bereiche der Medizin und Gesundheitswissenschaften ab. Benannt wurde die Universität nach Ignaz Semmelweis.
Die Semmelweis-Universität ist nicht nur die älteste medizinische Universität Ungarns und einer der größten Gesundheitsdienstleister, sondern auch eine der führenden deutsch- und englischsprachigen Ausbildungsinstitute Europas.

## Geschichte
Die 1635 von Péter Pázmány als Universität für Theologie und Rechtswissenschaften in Nagyszombat gegründete Hochschule eröffnete 1769 eine medizinische Fakultät. Durch Verfügung von Maria Theresia wurde die Universität 1777 nach Buda verlegt und einige Jahre später auf die andere Donauseite nach Pest umgesiedelt. Seit 1848 ist es eine nationale Universität. Das Hygienische Institut war das zweite seiner Art in Europa. 1951 wurde die medizinische Fakultät von der Universität Budapest abgetrennt und wenige Jahre später durch eine zahnmedizinische und pharmazeutische Fakultät bereichert. Seit 1969, dem 200. Jahrestag der Gründung der Fakultät, ist die Universität nach dem ehemaligen Professor Ignaz Philipp Semmelweis, dem Entdecker der Ursache des Kindbettfiebers, benannt.
Seit 2000 ist die Semmelweis-Universität für Medizinische Wissenschaften (ungarisch Semmelweis Orvostudományi Egyetem, SOTE) mit zwei anderen Universitäten zur Semmelweis-Universität (ungar. Semmelweis Egyetem, SE) zusammengelegt und verfügt seither auch über Fakultäten für Sport und Sportwissenschaften sowie Gesundheitswesen. Seit 1983 wird Medizin, seit 1987 Zahnmedizin, seit 2011 Pharmazie auch auf Deutsch unterrichtet, seit 1989 wird der Unterricht in allen drei klassischen Fakultäten auch auf Englisch angeboten.

## Galerie

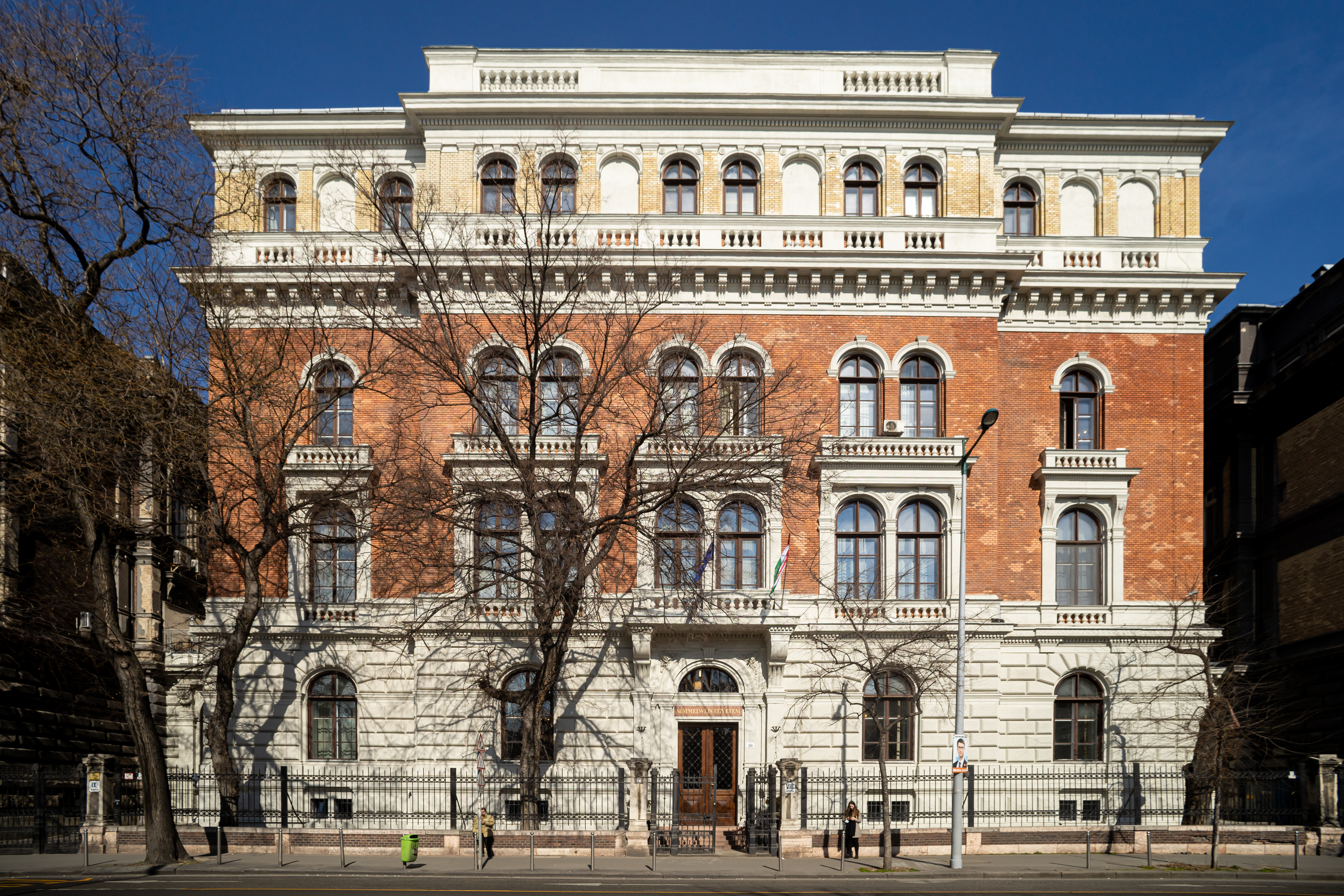
Das Zentralgebäude der Semmelweis-Universität (Rektorat) – Budapest, Üllői út 26.
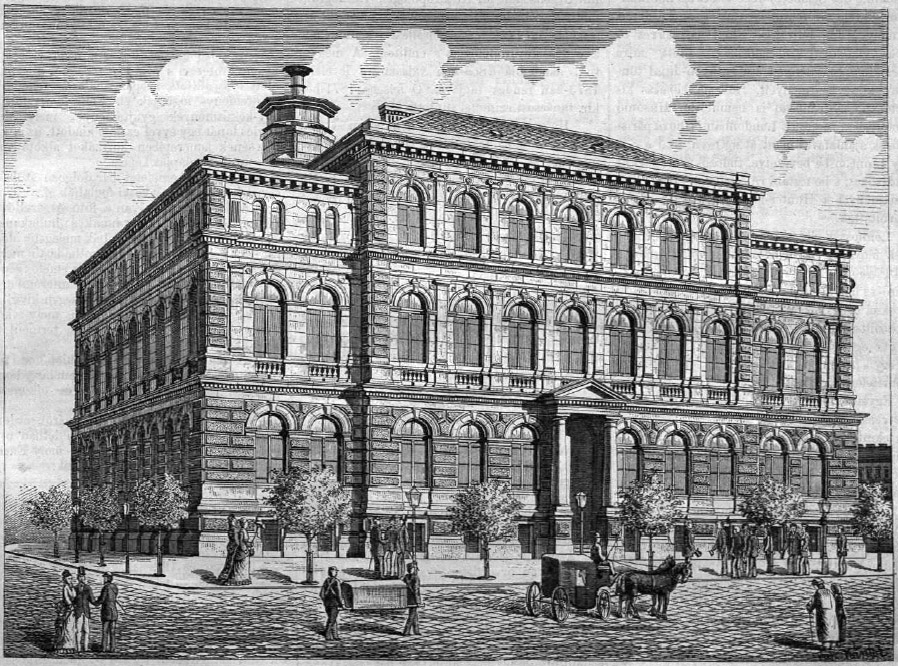
Gebäude des Anatomischen Instituts, eingeweiht 1878
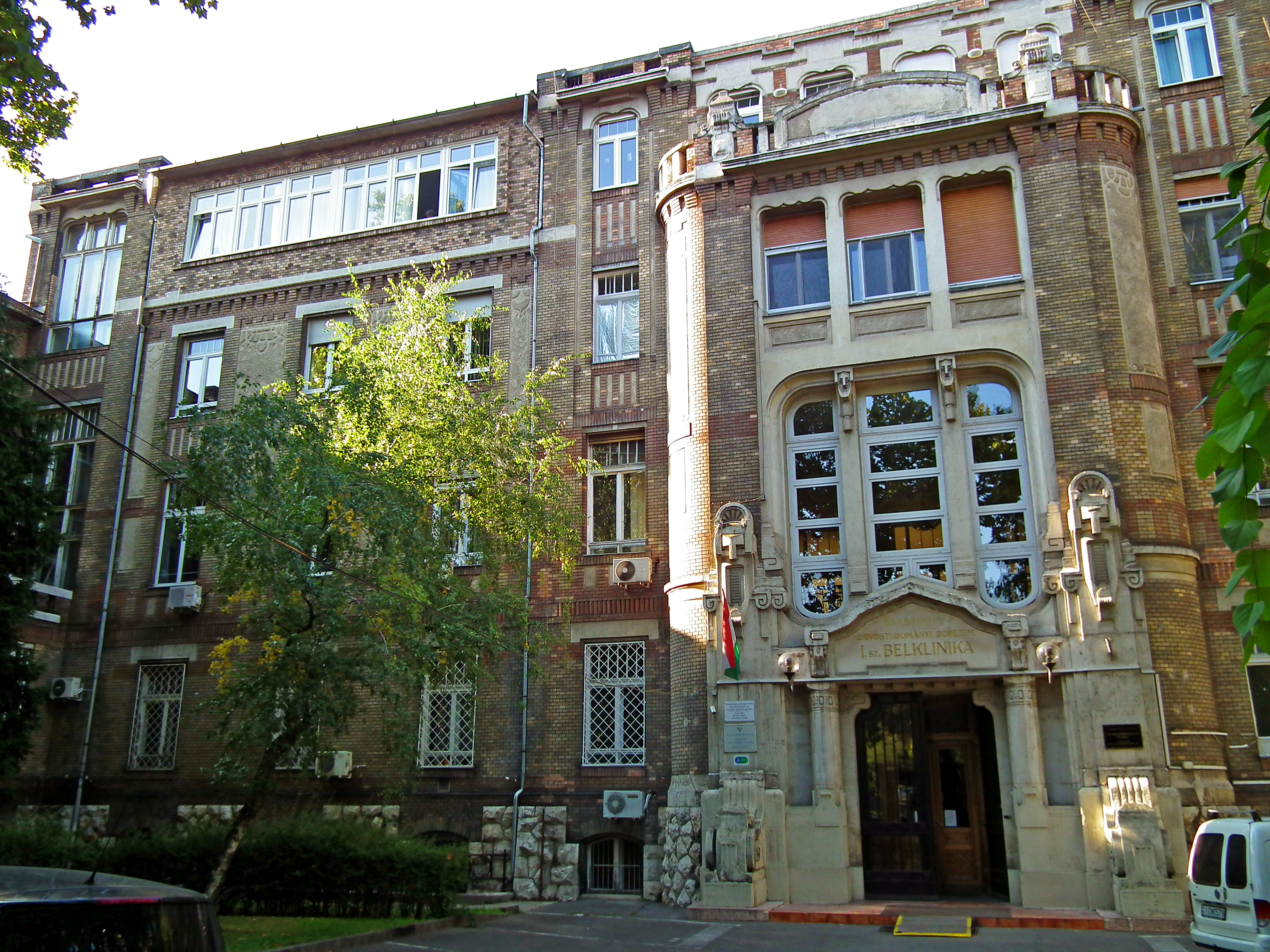
Abteilung für Innere Medizin und Onkologie, Klinikkomplex Józsefvárosi
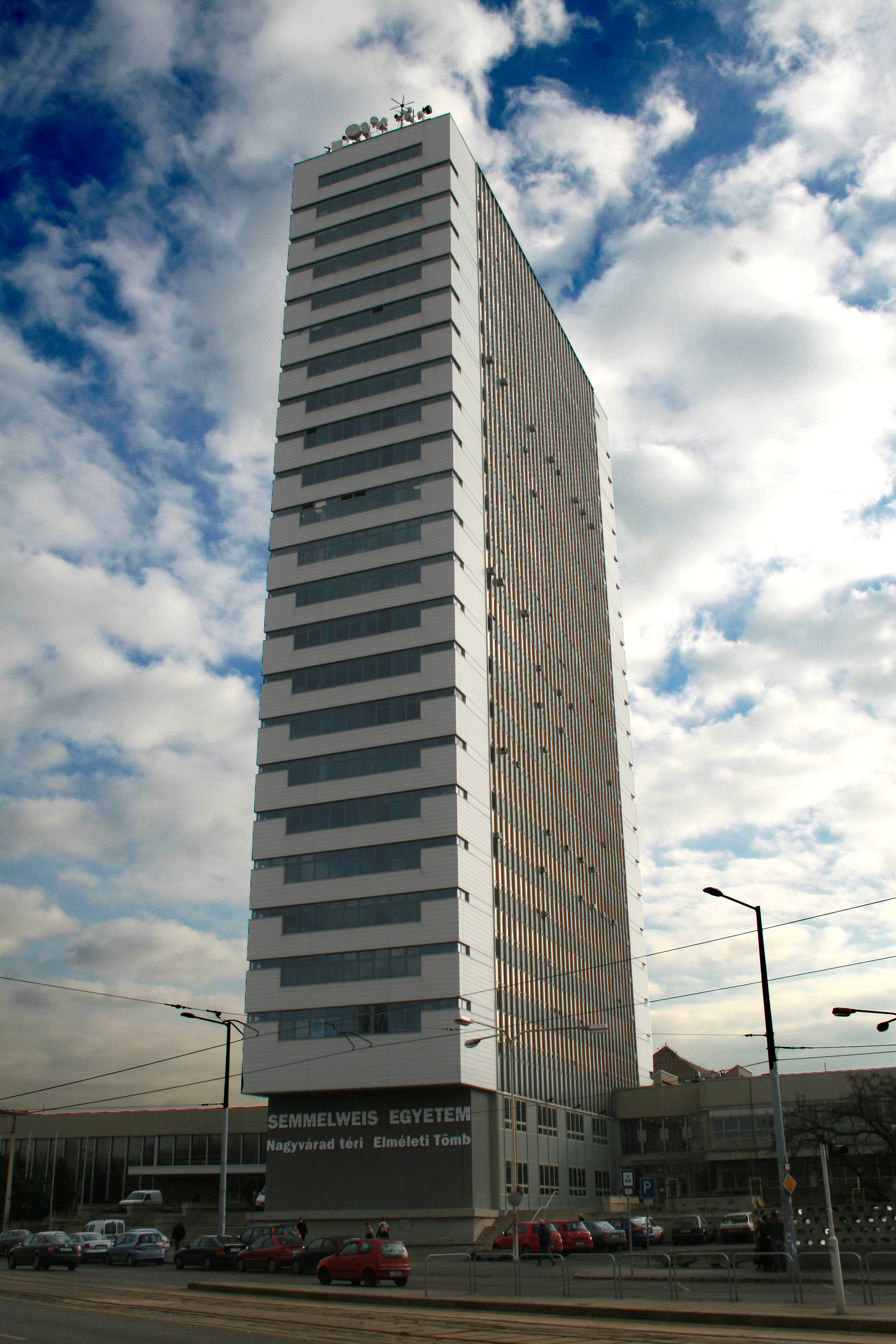
Turm der Semmelweis-Universität – Nagyvárad téri Theoretisches Gebäude
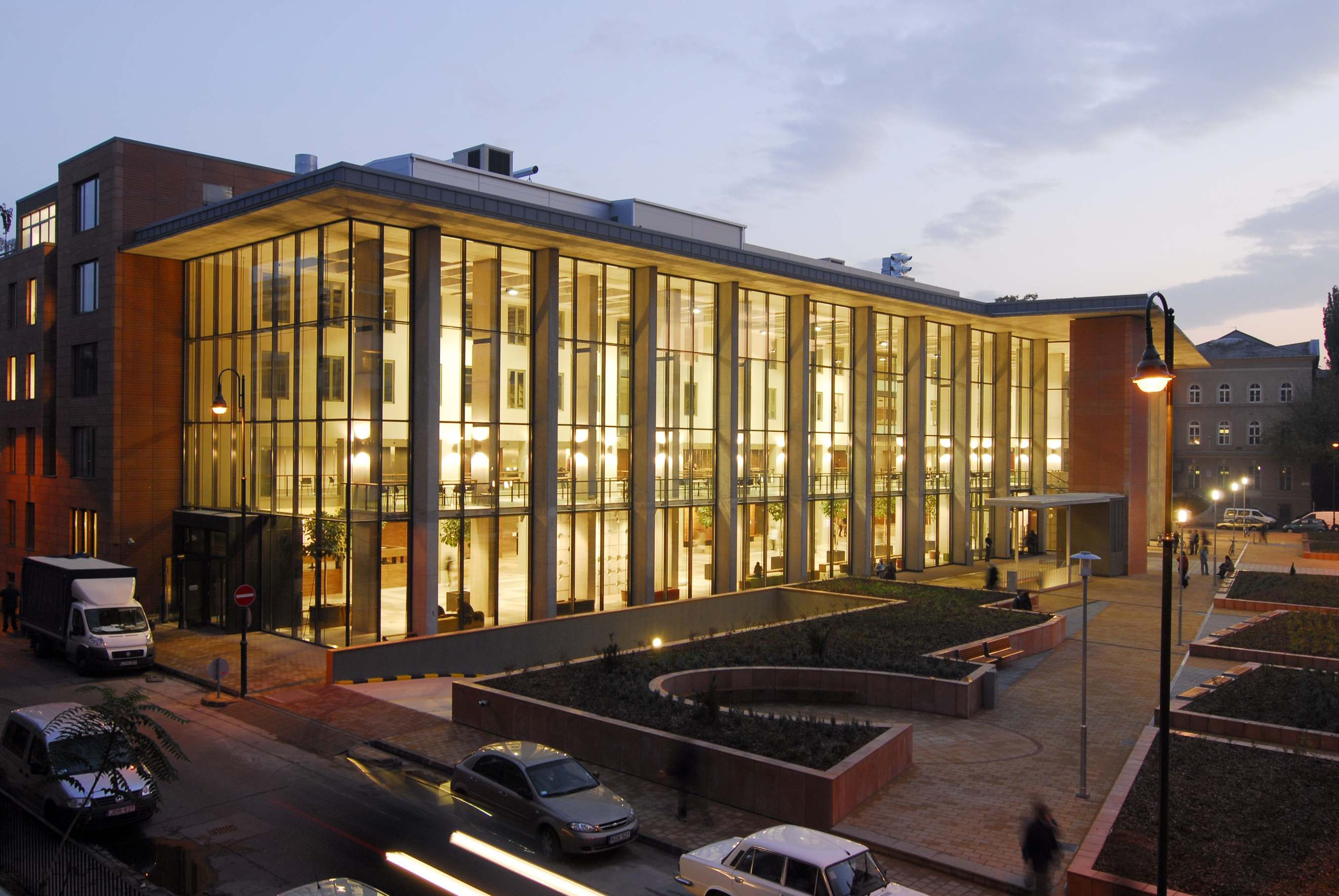
Basic Medical Science Center – Budapest, Tűzoltó u. 37-47.
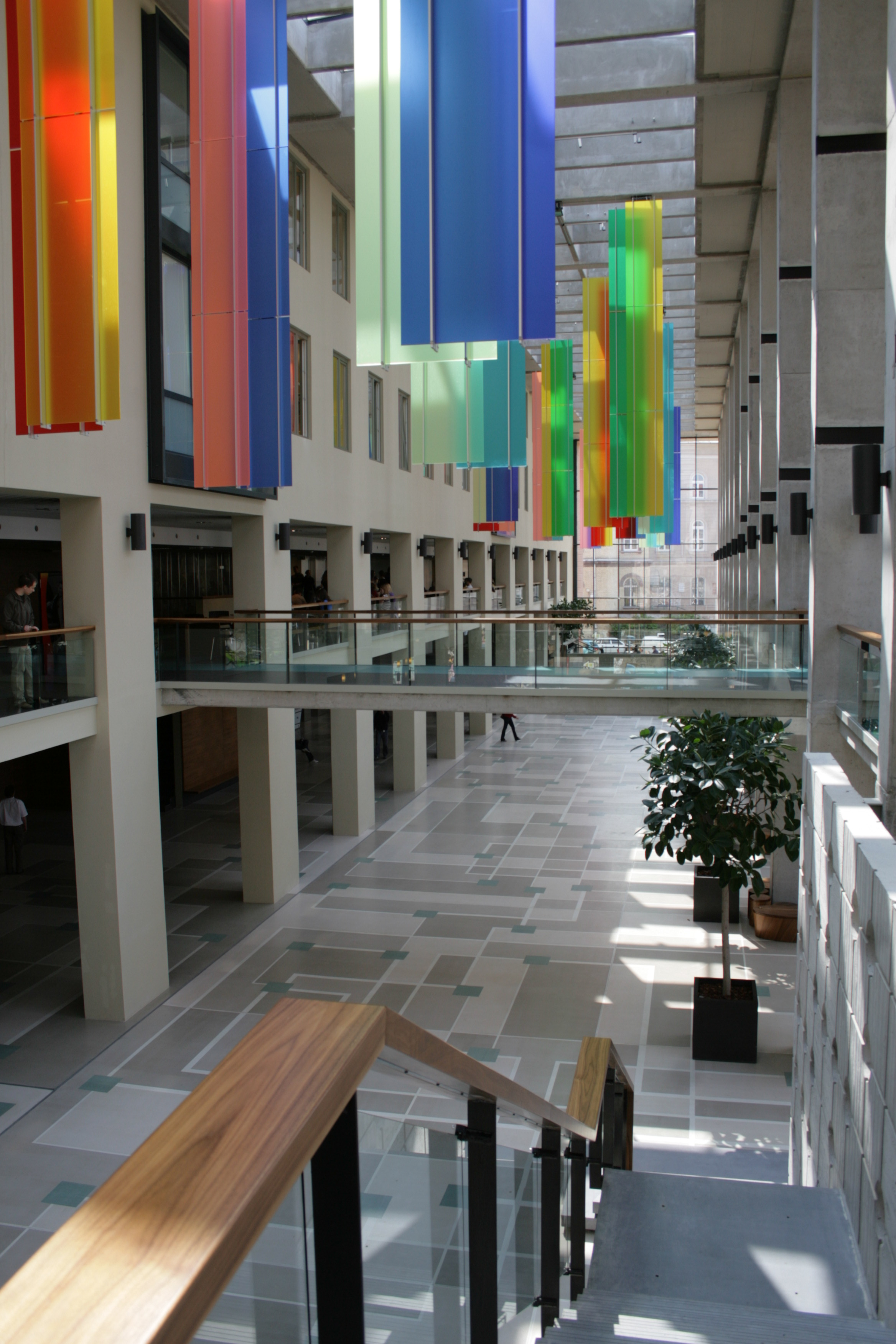
Basic Medical Science Center – Budapest, Tűzoltó street 37-47. (interior)
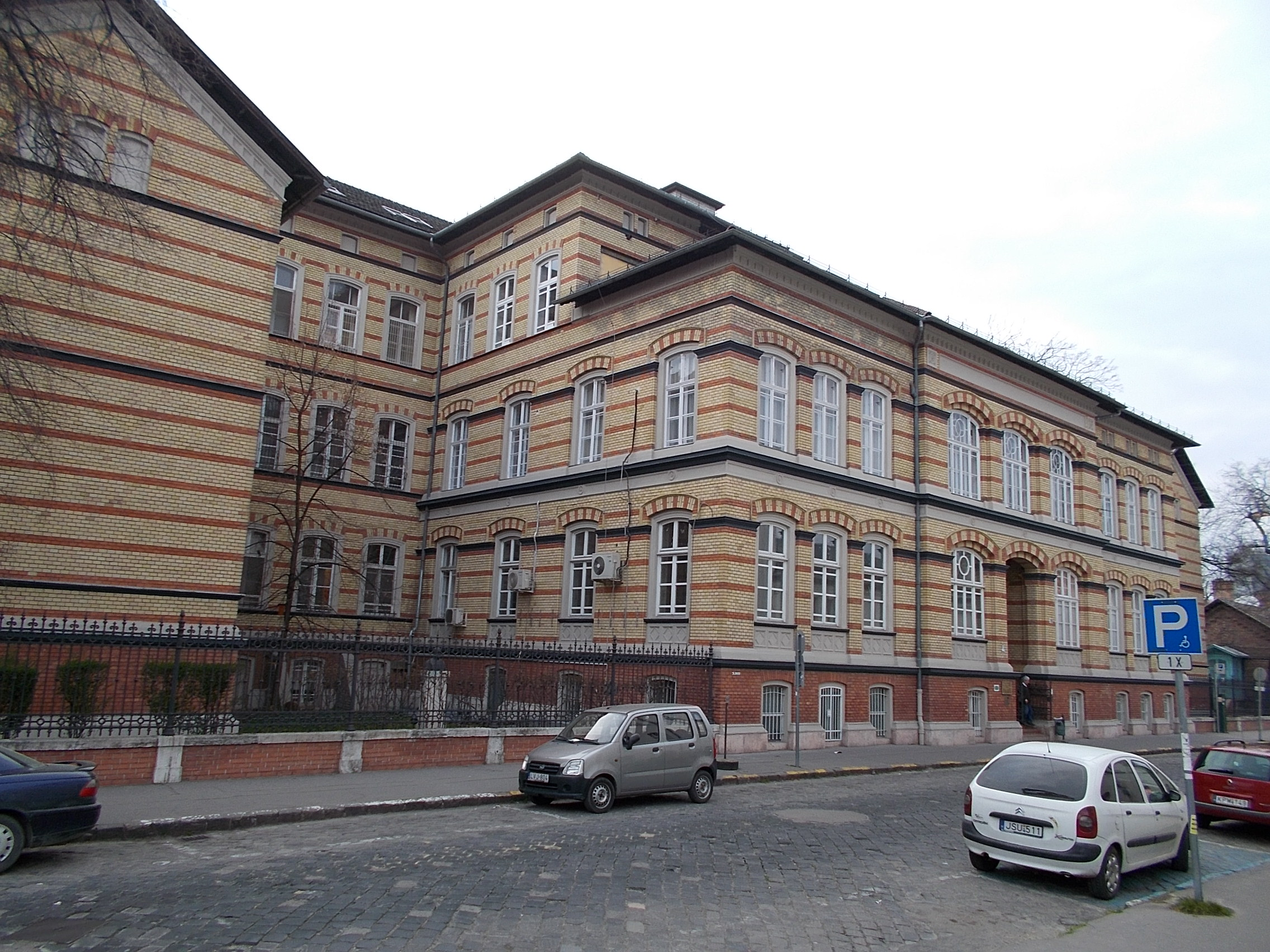
1. Abteilung für Kinderheilkunde
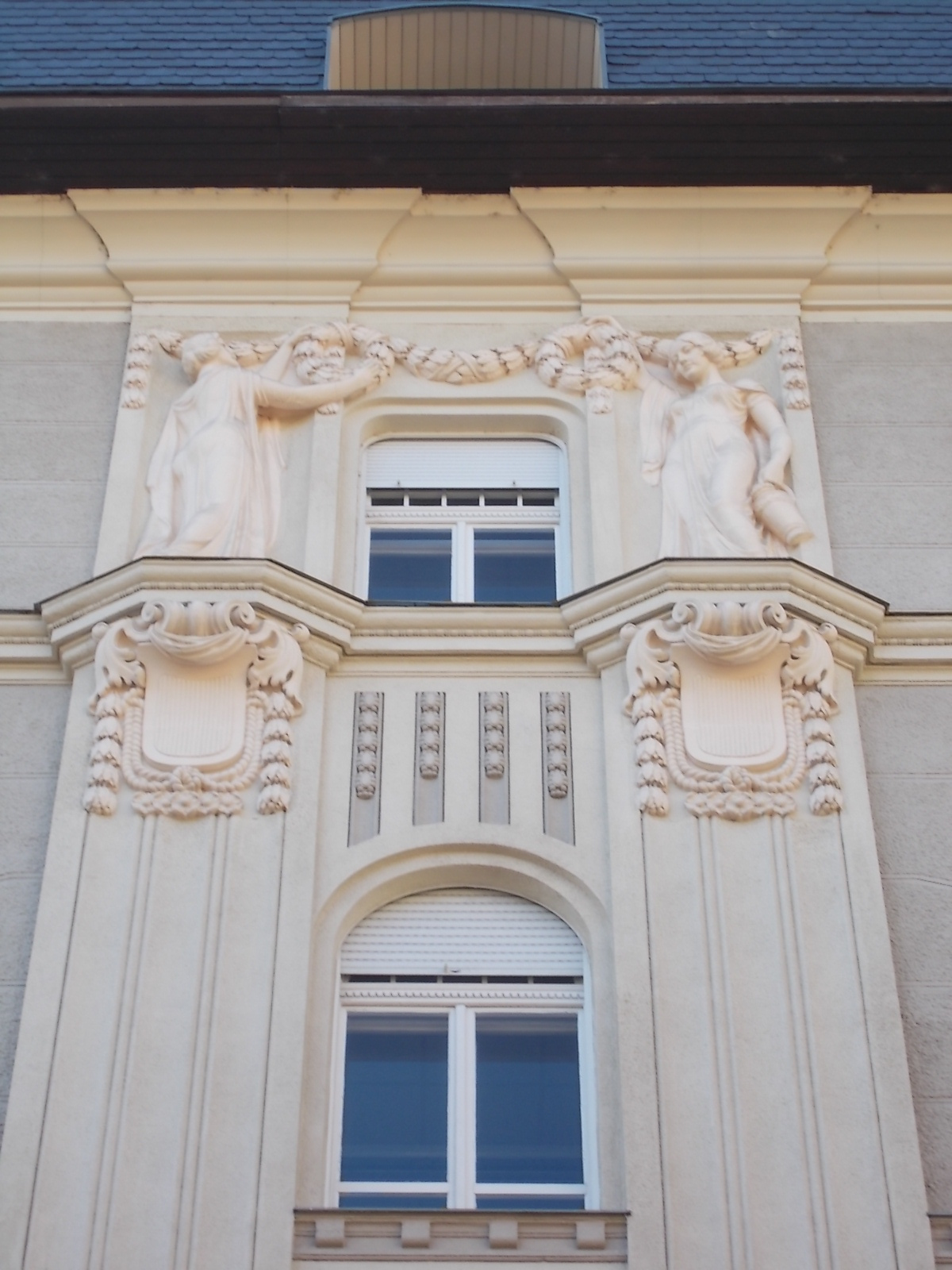
Zahnklinik und Ausbildungszentrum
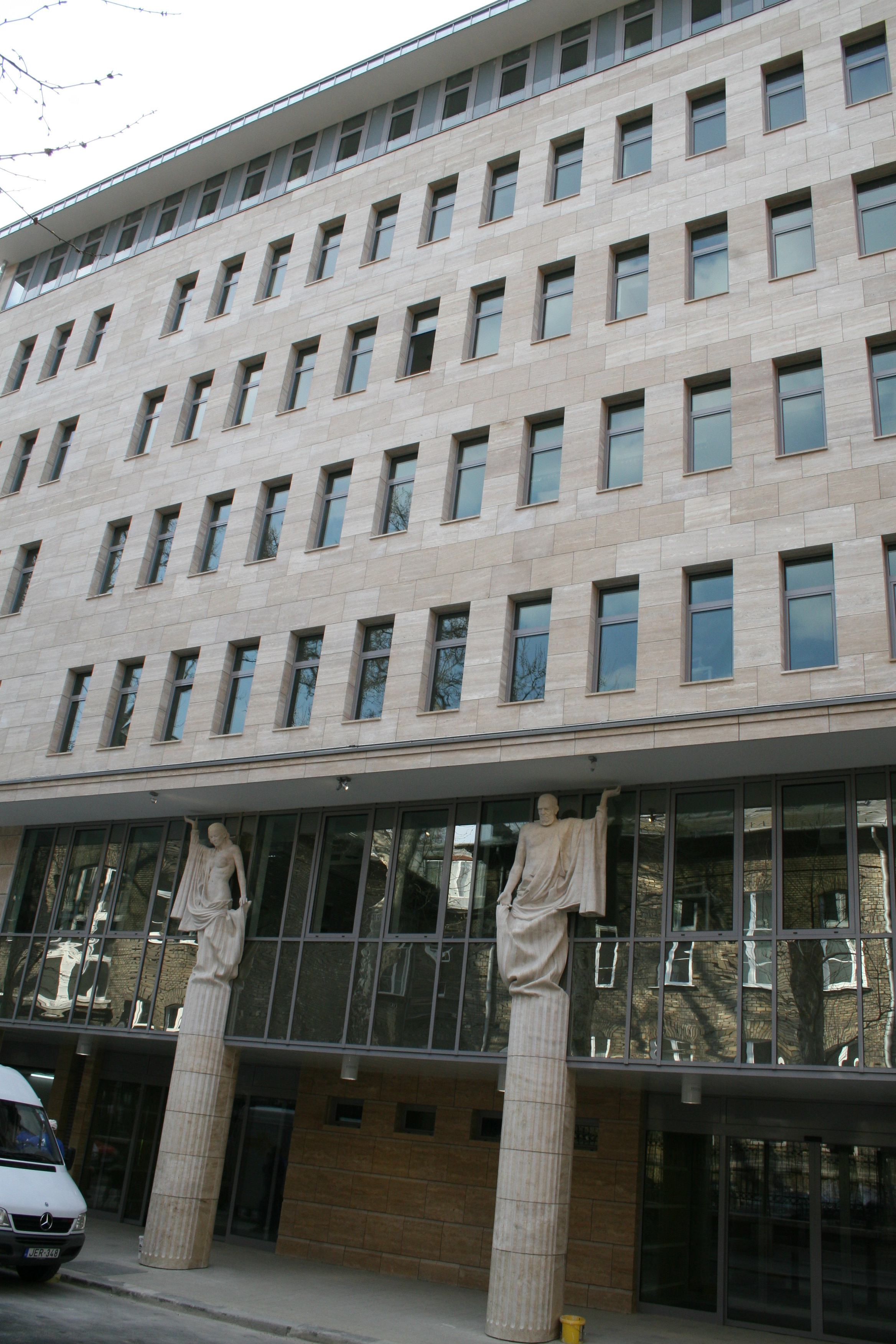
Dental Clinical and Training Centre – Budapest, Szentkirályi street

## Lehre
An den drei klassischen Fakultäten für Medizin, Zahnmedizin und Pharmazie studierten im Studienjahr 2020/21 ca. 6200 Studenten, die von 1700 Lehrkräften unterrichtet werden. Von den rund 6200 Studierenden sind ca. 3500 Studenten aus dem Ausland, darunter 1227 aus den deutschsprachigen Ländern Deutschland, Österreich und der Schweiz. In den beiden vorklinischen Studienjahren sind jeweils ca. 400–450 Studenten in den deutschsprachigen Studienprogrammen eingeschrieben. Nach Ablauf dieser zwei Jahre wechseln viele der deutschsprachigen Studenten zurück nach Deutschland, um dort ihr Medizinstudium zu beenden. Die restlichen Studenten studieren weitere vier Jahre (bzw. drei Jahre in der Zahnmedizin) bis zum Erhalt des ärztlichen bzw. zahnärztlichen Diploms in Ungarn, welches in Deutschland vollständig anerkannt wird. Bis 2024 wechselten zu Beginn des klinischen Teils des Humanmedizinstudiums viele deutschsprachige Studenten der Universität Szeged an die Semmelweis-Universität, da in Szeged nur die beiden vorklinischen Jahre deutschsprachig unterrichtet wurden. Dies ist seit dem Studienjahr 2023/24 nun nicht mehr der Fall.
Aktuell ist Alán Alpár als Vizerektor für Internationales Studium zuständig für die deutsch- und englischsprachigen Studiengänge.

## Kliniken
In den angeschlossenen Kliniken (2769 Krankenbetten) können jährlich etwa 126.000 Patienten stationär und 2,4 Mio. Patienten ambulant versorgt werden. Die Hälfte der Einwohner Ungarns gehören zum Einzugsgebiet.

## Vorbereitungsjahr
Aufgrund der zahlreichen Bewerbungen bietet die Semmelweis-Universität in Kooperation mit „College International“ ein Vorbereitungsjahr an, welches bei gutem Abschneiden die Zulassungschancen zu den medizinisch orientierten Studiengängen der ungarischen Universitäten erhöht.
Dieses vermittelt dem Studenten in 2 Semestern naturwissenschaftliche Grundkenntnisse in den Fächern Chemie, Physik, Biologie und der ungarischen Sprache.
Das Vorbereitungsjahr, welches am McDaniel College durchgeführt wird, ist insbesondere sinnvoll für Studenten, die in der gymnasialen Oberstufe Probleme oder wenig Unterricht in den Fächern Chemie, Physik, Mathematik und Biologie hatten. Es erleichtert das Studieren an der stark naturwissenschaftlich geprägten Universität.

## Fakultäten
Die Semmelweis-Universität ist eine spezialisierte Universität, die Grund- und Graduiertenkurse im Bereich der Gesundheitswissenschaften anbietet. Die Universität hat rund 13.000 Studierende aus 110 Nationen, wobei der Anteil ausländischer Studierender etwa 37 % beträgt. Die größte und älteste Fakultät der Universität ist die Medizinische Fakultät mit 4.500 Studierenden, die 40 % der Gesamtzahl der Studierenden ausmachen.
- Fakultät Pető András
- Fakultät für Zahnheilkunde
- Fakultät für Öffentliches Gesundheitswesen und Verwaltung
- Fakultät für Gesundheitswissenschaften
- Medizinische Fakultät
- Fakultät für Pharmazeutische Wissenschaften
- Doktoranden (Ph.D.)-Schule

## Forschung
Forschung, Entwicklung und Innovation an der Semmelweis-Universität finden in den Bereichen der Naturwissenschaften und der Sozialwissenschaften statt. Innerhalb dieser Bereiche sind die F&E-Aktivitäten in den Biowissenschaften am stärksten vertreten. Die wissenschaftlichen Bereiche, die mit dem Ph.D-Programm verbunden sind, sind theoretische, klinische, molekulare und multidisziplinäre Medizin, pharmazeutische Wissenschaften, psychische Gesundheitswissenschaften und pathologische Wissenschaften. Die physikalische Forschung beschränkt sich auf bestimmte Segmente der theoretischen Medizin, und die sozialwissenschaftliche Forschung wird in den Bereichen der psychischen Gesundheit eingesetzt.
F&E und Ausbildung sind in die klinischen und Gesundheitswissenschaften sowie in die Lehrtätigkeit und das Curriculum der Universität integriert. Sie sind auch in spezialisierte Netzwerke an der Universität (z. B. Nanotechnologie, Bioimaging, Genomik, Biobanking) sowie in die universitären Forschungsmodule (Diagnostik, Technologie, Therapie, Prävention) und Kooperationen in diesen Bereichen eingebunden. Die Sammlung wissenschaftlicher Zeitschriften der Semmelweis-Universität umfasst gedruckte Materialien und Online-Ressourcen (Datenbanken, elektronische Volltextzeitschriften, E-Books usw.), auf die innerhalb und außerhalb des Campus zugegriffen werden kann. Die Zentralbibliothek bietet über ihre Website Zugang zu mehr als 5.000 elektronischen Volltextzeitschriften und Fachdatenbanken. Zu den Patenten mit Universitätsbezug gehören das iKnife, ein chirurgisches Gerät, das sofort nach dem ersten Schnitt zwischen gesundem und krebsartigem Gewebe unterscheiden kann, oder das virtuelle 3D-Mikroskop, ein Gerät mit einem Objektträgerscanner, der 300 Objektträger in einem Durchgang scannen kann, und einem 3D-Viewer, der eine räumliche Rekonstruktion von Serienexemplaren erstellt.

## Akademisches Ranking
THE-Rankings:
- Allgemein: 251-300 (2024)
- Europa: 114-138 (2024)
- European Teaching Ranking: 64 (2024)

QS-Rankings:
- Anatomie und Physiologie: 101–150 (2024)
- Pharmazie und Pharmakologie: 251–300 (2024)
- Medizin: 201–250 (2024)
- Naturwissenschaften und Medizin: 281 (2024)

## Deutschsprachige Studentenvertretung (DSVS)

Offizielles Emblem der DSVS

Die Deutschsprachige Studentenvertretung Semmelweis – DSVS – ist eine ehrenamtliche Vereinigung von Studierenden der deutschsprachigen Fakultäten von Humanmedizin, Zahnmedizin und Pharmazie der Semmelweis-Universität Budapest. Sie wurde 2006 gegründet und ist Mediator zwischen Studierenden und Universität.
Die DSVS vertritt die Interessen der deutschsprachigen Studenten gegenüber der Universität. Neben den akademischen Angelegenheiten ist die DSVS auch aktiv an der Freizeitgestaltung beteiligt. Sie ist untergliedert in mehrere Kompetenzbereiche: Studienangelegenheiten, Events, IT, Multimedia, sowie Finanzen. Den Studienangelegenheiten untergliedert sind zudem die Fakultätsvertretungen aller 3 deutschsprachigen Fakultäten. Zurzeit besteht die DSVS aus 60 Studierenden aller sechs Jahrgänge, die in den Kompetenzbereichen unter dem Vorsitz von Raphael Feurstein tätig sind.
Unter der Leitung der DSVS wurden im November 2021 die Studentischen Clubs eingeführt, die Studierenden die Möglichkeit geben ihr Hobby auch in Budapest weiter zu verfolgen, egal ob es sich dabei um ein sportliches oder anderes Hobby handelt. Die DSVS kümmert sich auch um die Integrierung der praktischen Ausbildung der Studierenden und führte im November 2021 das SkillLab an der Semmelweis-Universität ein. Dort können praktische ärztliche Fähigkeiten, wie FAST-Ultraschall, Blutentnahme oder Intubation trainiert werden.

## Internationale Zusammenarbeit
Die Semmelweis-Universität besitzt weltweit bilaterale Abkommen mit unterschiedlichen medizinischen Hochschulen. Die Zusammenarbeit gewährleistet unter anderem Forschungs- und Studentenaustauschprogramme. Auswahl der Partneruniversitäten der Semmelweis-Universität:
- Universität Heidelberg
- Universität Freiburg
- Universität Triest
- Katholieke Universiteit Leuven
- Universität zu Lübeck
- Universität Regensburg
- Harvard University
- Rutgers University
- Universität Ulm
- Medizinische Universität Innsbruck
- Medizinische Universität Wien
- Université Claude Bernard
- Columbia University
- Universität Parma
- Nihon-Universität
- Medizinische und Pharmazeutische Universität Iuliu Hațieganu
- Universität Oulu
- Universität Padua
- Babeș-Bolyai-Universität Cluj
- Comenius-Universität
- Ahmadu Bello University

## Asklepios Campus Hamburg
Im September 2008 eröffnete die Medizinische Fakultät der Semmelweis-Universität in Zusammenarbeit mit der Asklepios-Gruppe unter dem Namen Asklepios Campus Hamburg einen externen Campus in Hamburg. Dort können Studenten der Semmelweis-Universität die klinischen Semester ihres Medizinstudiums nach ungarischem Curriculum in deutscher Sprache absolvieren. Betreiber ist die Asklepios Medical School GmbH. Der Campus befindet sich auf dem Gelände der Asklepios Klinik St. Georg. Er stellt Studienplätze für bis zu 65 Studenten pro Jahrgang zur Verfügung.
Den praktischen Teil der Ausbildung übernehmen die Krankenhäuser der Asklepios Kliniken Hamburg sowie verschiedene kooperierende Praxen und Institute im Hamburger Raum.

## Bekannte Absolventen
- Albert Szent-Györgyi
- Kinga Göncz
- Tamás Ajáns
- László Surján
- Ádám Kósa
- Victor Babeș
- Endre Czeizel
- Botond Roska
- Zoltán Balog
- Mihály Hesz
- Andrea Gyarmati
- Katalin Cseh
- Ágnes Kovács
- Katalin Susztak
- Peter Illes
- Ferenc Kása
- Endre Hedri
- György Gömöri
- Rüdiger Emshoff
- Andreas Dietz